# Sombra (mitología)
Una sombra (en griego σκιά), en latín umbra), en literatura y poesía, puede entenderse en el sentido del espíritu o fantasma de una persona fallecida, que reside en el inframundo. 
La imagen de un inframundo donde los muertos viven en la sombra es común al Antiguo Próximo Oriente. En hebreo bíblico es expresado por el término tsalmaveth, literalmente, "sombra de la muerte". La Bruja de Endor en el Primer Libro de Samuel notablemente conjura al fantasma (owb) de Samuel.
Sólo muy selectos individuos están exentos del destino de habitar en la sombra después de la muerte, ascendiendo a la esfera divina. Es la apoteosis a la que aspiraban los reyes que afirmaban su divinidad y se reflejaba en la veneración de los héroes. Plutarco relata cómo Alejandro Magno se sintió inconsolable tras la muerte de Hefestión hasta el momento en que recibió un oráculo de Amón que confirmó que el fallecido era un héroe, es decir, que disfrutaba de la condición de divino.
Las sombras también aparecen en la Odisea de Homero, cuando Odiseo experimentó una visión del Hades, y en la Eneida, cuando Eneas viaja al inframundo. Y en Las Metamorfosis de Ovidio:

"Vagan exangües, sin cuerpo y sin huesos, las sombras,

y una parte el foro frecuentan, parte los techos del más bajo tirano,

una parte algunas artes, imitaciones de su antigua vida,

ejercen, a otra parte una condena coerce."
 Atamante e Ino, 443-446.

En la religión de la Antigua Roma, existía la creencia de que después que el fallecido fuera enterrado con determinados rituales funerarios, se transformaba en sombra, formando parte entonces de los manes, los dioses familiares de la muerte.
En la Divina Comedia de Dante Alighieri, muchos de los muertos son referidos, de manera similar, como sombras  (en italiano, ombra), como el guía de Dante, Virgilio.
En ocasiones se puede leer en los epitafios 'Paz a tu dulce sombra' (y descansa sin fin) y fue utilizado por el poeta Alexander Pope en su epitafio para Nicholas Rowe.